# Sarcofago egizio
Il sarcofago egizio era la cassa destinata a custodire il corpo imbalsamato del defunto e il suo Ka. Il suo nome egizio era nebankh ossia "Possessore di vita", ed era da considerarsi l'elemento più importante di una sepoltura e dimora del defunto per l'eternità.
| V30 | S34 | N35 · Aa1 | Q6 | nb ˁnḫ oppure | N29 · D21 | S29 | G43 | Q6 | ḳrsw
Le forme, i materiali e le decorazioni variavano a seconda delle epoche e delle usanze religiose che si evolvevano con i tempi. 
Il coperchio del sarcofago rappresentava il cielo, il fondo era la terra mentre i lati indicavano i quattro punti cardinali ed in esso il defunto veniva inumato con la testa a nord ed il volto rivolto ad oriente verso il sole che rinasceva rigenerato.

## Periodo arcaico e predinastico
Nel periodo arcaico il defunto, in posizione fetale e avvolto in stuoie o pelli di animali, veniva inumato in fosse circolari.
L'utilizzo di una bara o sarcofago compare fra il Periodo predinastico e il Protodinastico della I e II dinastia, dove la tumulazione dei defunti avviene in contenitori di terracotta o legno con un coperchio bombato.

## Antico Regno

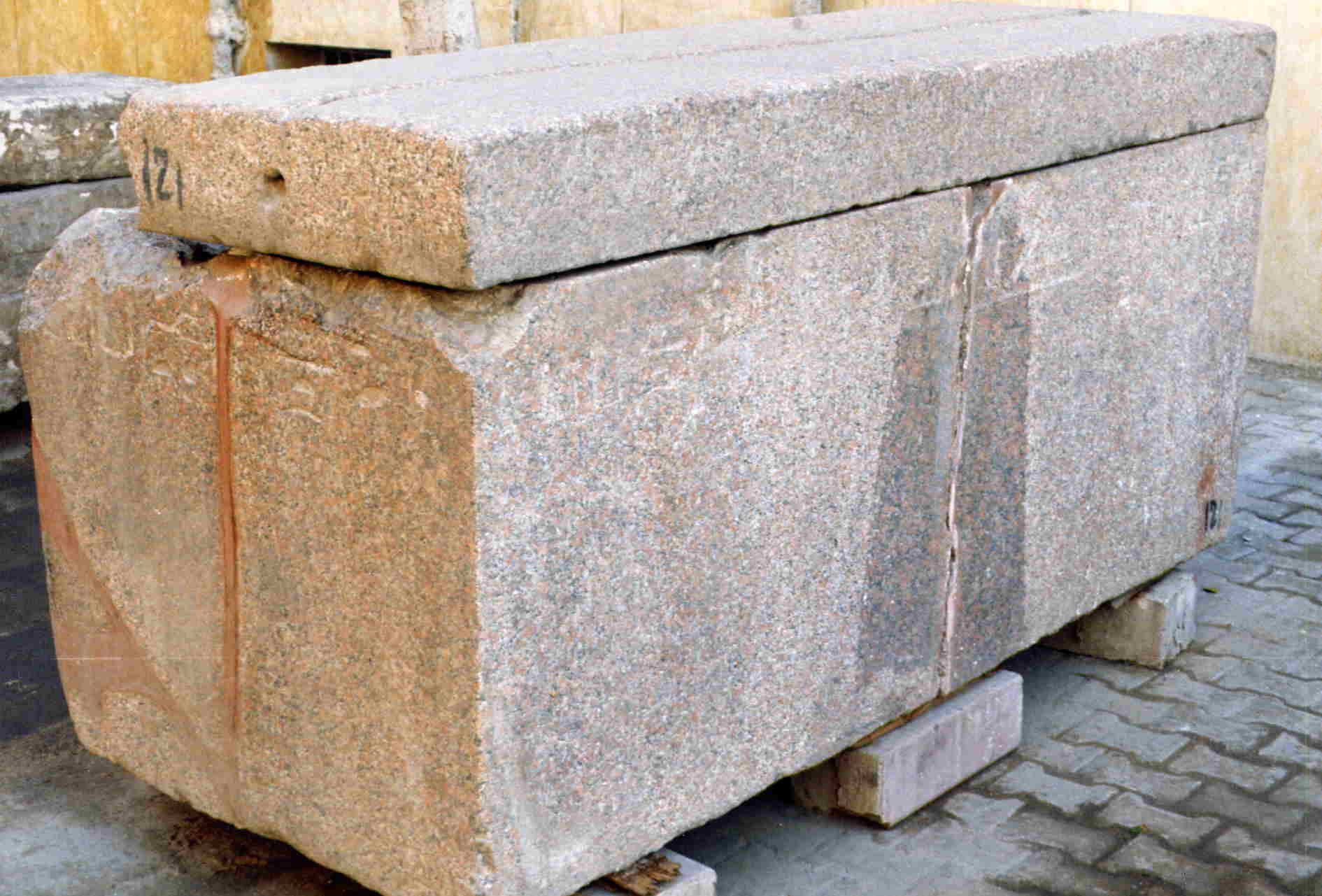
Sarcofago della IV dinastia

Nell'Antico Regno compaiono i sarcofaghi di pietra, solitamente granito o calcare; si presentavano incavati, senza iscrizioni, politi, con base rettangolare e con coperchio piatto.
Verso la fine dell'Antico Regno le pareti esterne sono ornate con geroglifici riportanti formule funerarie e con gli occhi udjat in corrispondenza degli occhi del defunto, disegnati sulle pareti laterali del sarcofago che gli consentono di vedere all'esterno e poter aver sempre un contatto con il mondo dei vivi. 
All'interno recano formule di offerte di cibo e bevande in sostituzione di eventuali offerte non effettuate, come nella tavola delle offerte.
Il sarcofago dei nobili di alto rango e dei sovrani, come quello di Micerino, si presentavano con una notevole modanatura nello stile detto "a facciata di palazzo".

## Primo periodo intermedio
Durante il Primo periodo intermedio, la democratizzazione religiosa delle sepolture divenute alla portata dei nobili e successivamente del popolo, fece aumentare la produzione dei sarcofagi in legno economicamente più convenienti, i quali presentavano decorazioni e iscrizioni tratte dai Testi delle piramidi; i sovrani, invece, continuavano ad essere sepolti in sarcofaghi litici.

## Medio Regno

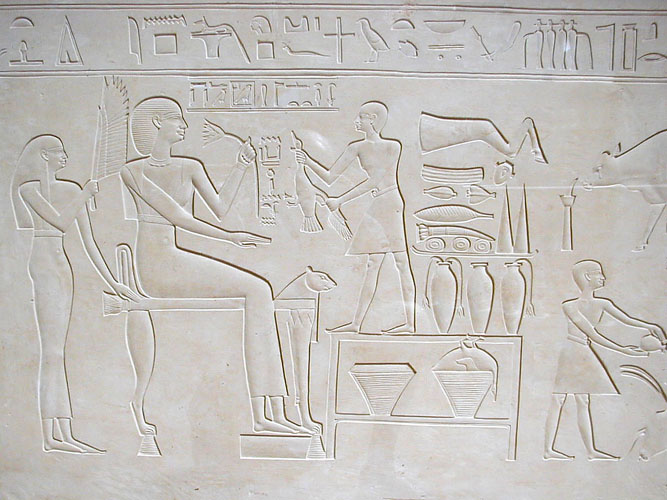
Sarcofago in calcare bianco

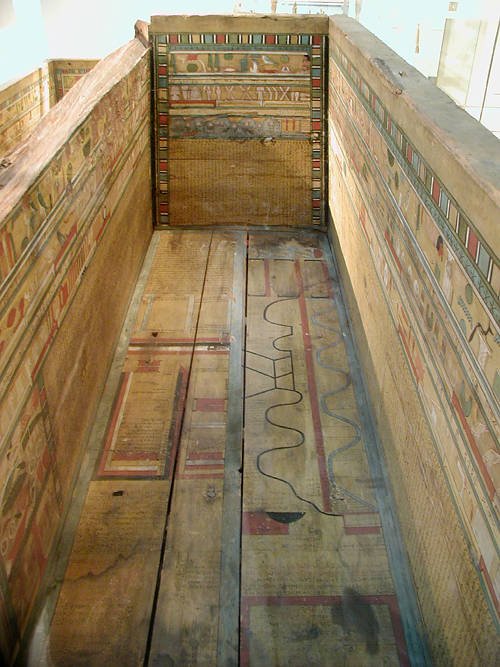
Sarcofago del Medio Regno

Il Medio Regno è caratterizzato dai sempre più diffusi sarcofaghi lignei a cassa rettangolare estremamente decorati con immagini architettoniche e geroglifici che riportavano elementi più specifici dei Testi delle piramidi, evolutisi in questo periodo nei Testi dei sarcofagi. Viene in uso anche trascrivere l'elenco del corredo funerario.
Compaiono nella XI dinastia i sarcofaghi composti di lastre di calcare bianchissimo scolpiti con scene di vita quotidiana ricche di equilibrio ed eleganza. 
I sarcofaghi litici della XII dinastia sono i più belli per forma, decorazioni e materiale. Si presentano con uno zoccolo modanato alla base a facciata di palazzo.

## Secondo periodo intermedio

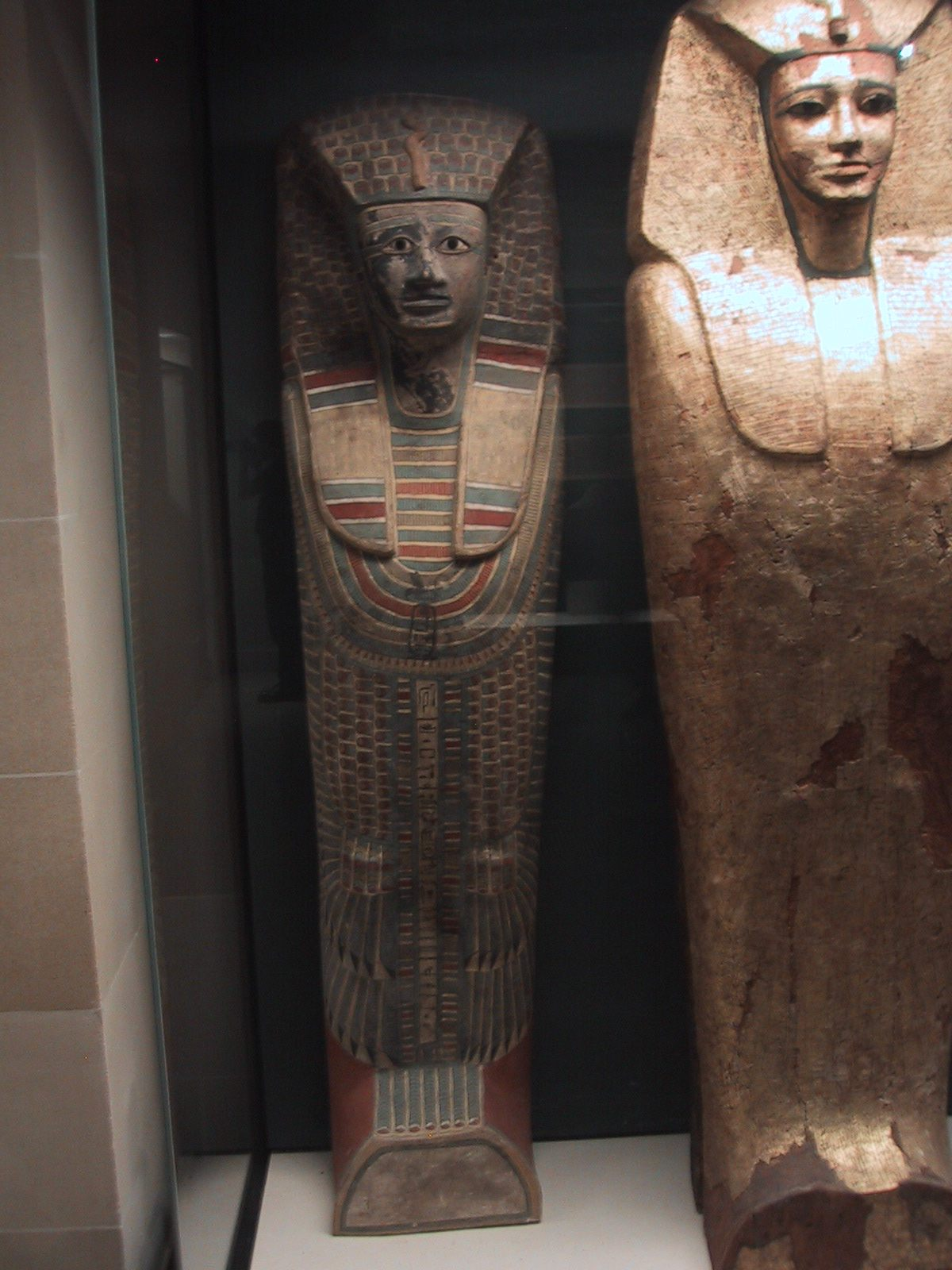
Sarcofago rishi

Alla fine del Secondo periodo intermedio la forma dei sarcofaghi divenne di tipo antropoide con svariate decorazioni dipinte su tutta la superficie, in cui particolare riguardo era dato alla rappresentazione del viso, delle mani, dei gioielli e dell'acconciatura. 
Merita di essere menzionata la tecnica decorativa tipica di questo periodo denominata rishi (dall'arabo ريشة rīša, "penna") e realizzata con motivi a piuma di falco come nel sarcofago di Kamose conservato al Louvre.

## Nuovo Regno

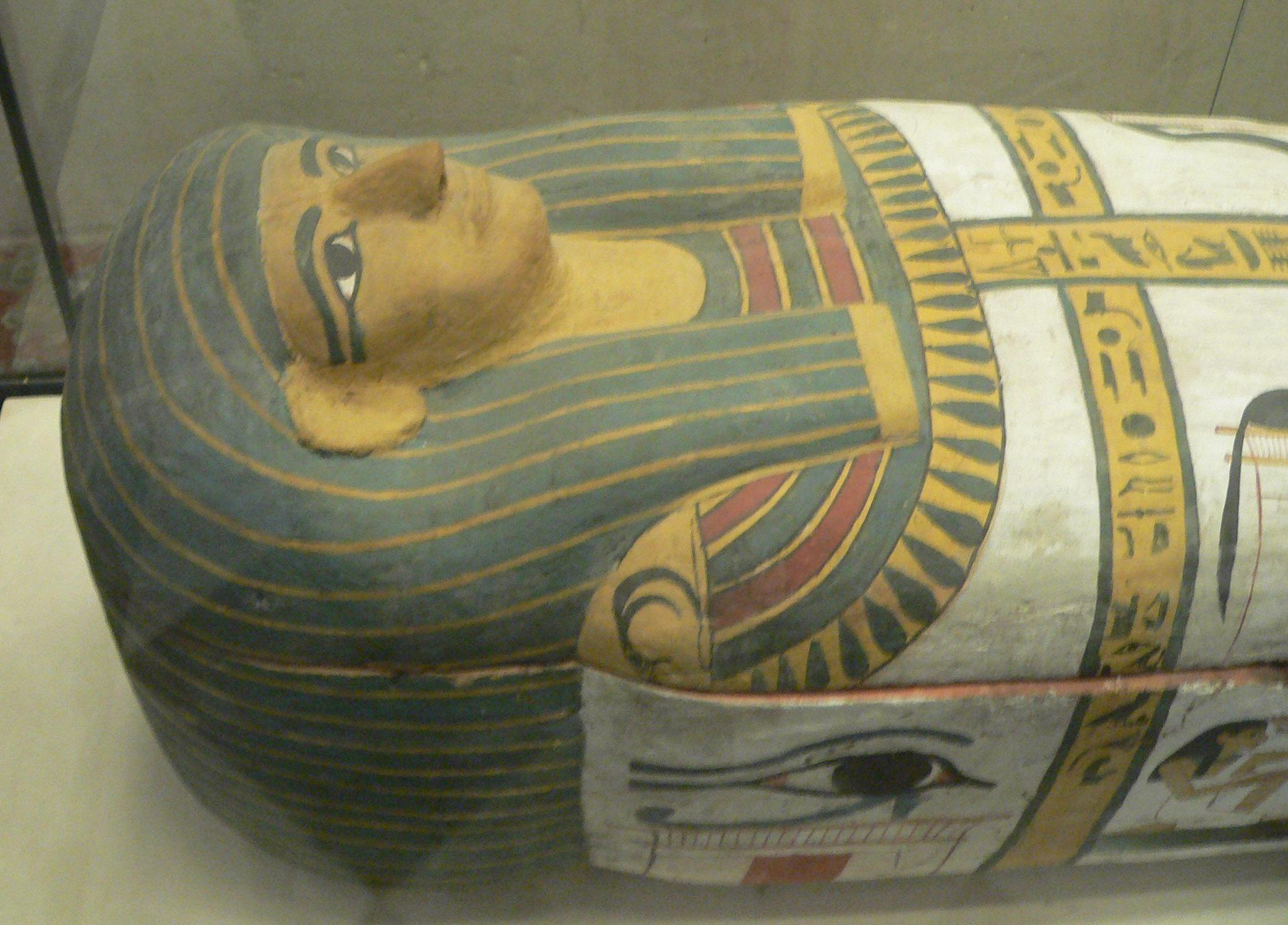
Sarcofago della XVIII dinastia

I sarcofaghi durante il Nuovo Regno restano di tipo antropoide, vero sostituto del corpo e spesso inseriti l'uno nell'altro. Con lo svilupparsi del culto osiriaco recano le sembianze del dio Osiride, con il quale il defunto veniva identificato.
Inizialmente hanno decorazioni molto semplici ma verso il periodo ramesside appaiono riccamente decorati con scene tratte dal Libro dei morti.
Per i sovrani e i nobili, oltre a utilizzare questo tipo di sarcofago, veniva usato anche un grande sarcofago litico o ligneo nel quale veniva deposto quello antropoide. In alcuni casi il sarcofago antropomorfo era realizzato in pietra a forma di cartiglio e con la figura del defunto scolpita in altorilievo.

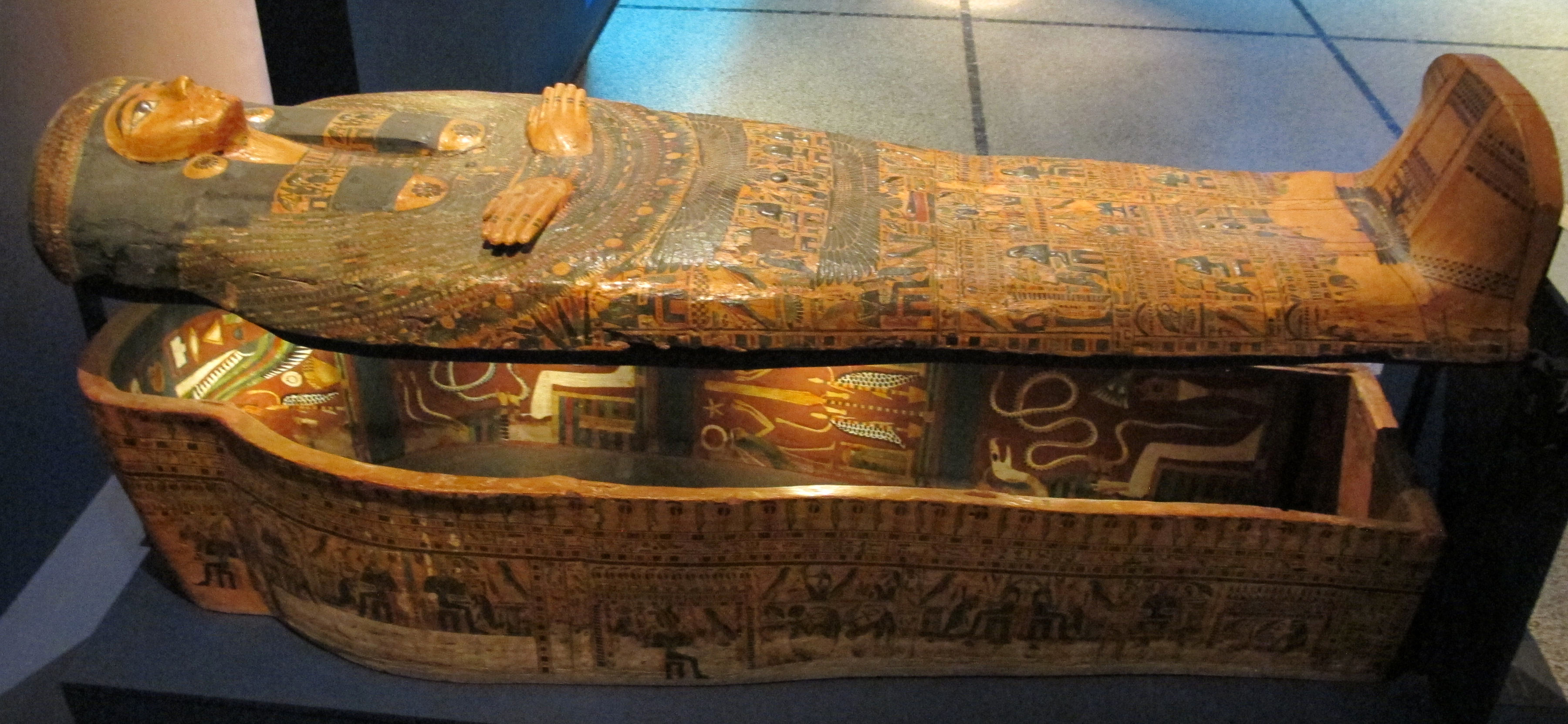
Sarcofago del III periodo intermedio

## Terzo periodo intermedio
In questo periodo compaiono decorazioni con scene religiose di rinascita del defunto con particolare riferimento al ciclo solare, alla pesatura del cuore ed altre immagini prima destinate alle decorazioni parietali delle tombe.
Caratteristici della XXII dinastia sono i sarcofaghi decorati con immagini della dea Nut, madre della rinascita e nella quale erano identificati, così come recita la formula 44 dei Testi dei Sarcofaghi. 

## Epoca tarda

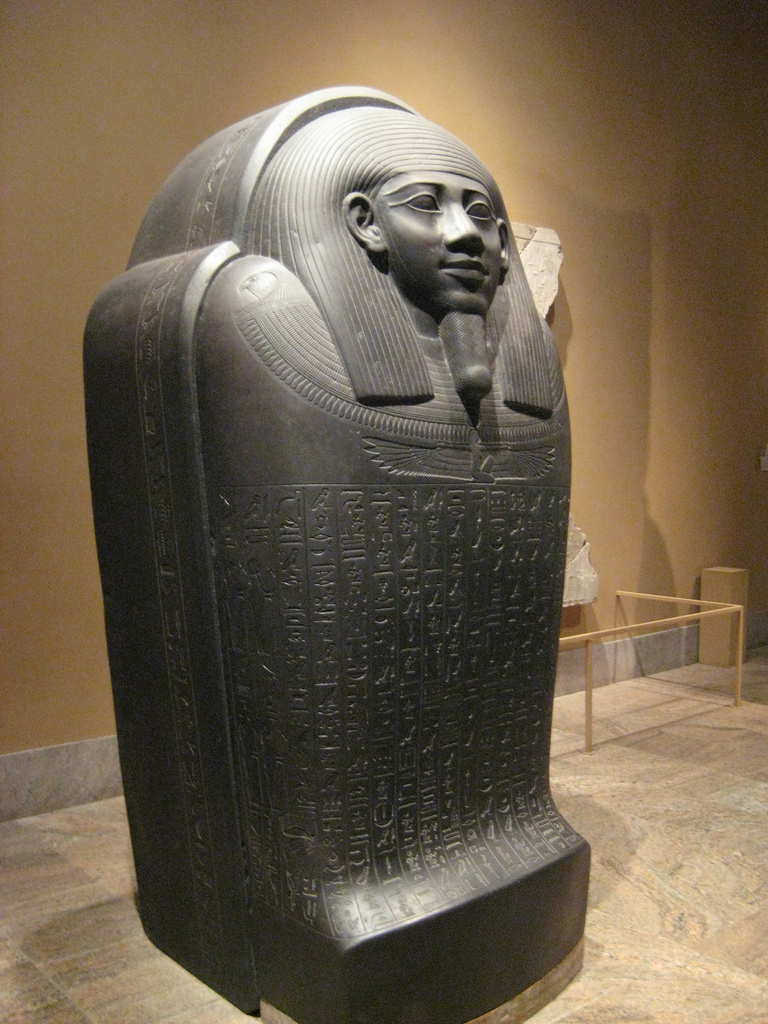
Sarcofago di Horkhebit. Metropolitan Museum of Art, New York.

Nel periodo saitico, si ha un ritorno al modello classico realizzato in grandi dimensioni in granito, scisto e basalto, con profusione di figure di divinità e testi sacri con il coperchio arrotondato per seguire le forme della mummia. 
Successivamente con la dinastia tolemaica  nuove influenze artistiche mutano l'arte canonica funeraria e compare sul sarcofago in pietra la raffigurazione del viso del defunto con parrucca per ornamento e con iscrizioni di tipo apotropaico e di augurio per il viaggio del defunto tra i pericoli dell'aldilà verso i Campi Iaru. 

## Epoca ellenistica e Epoca romana

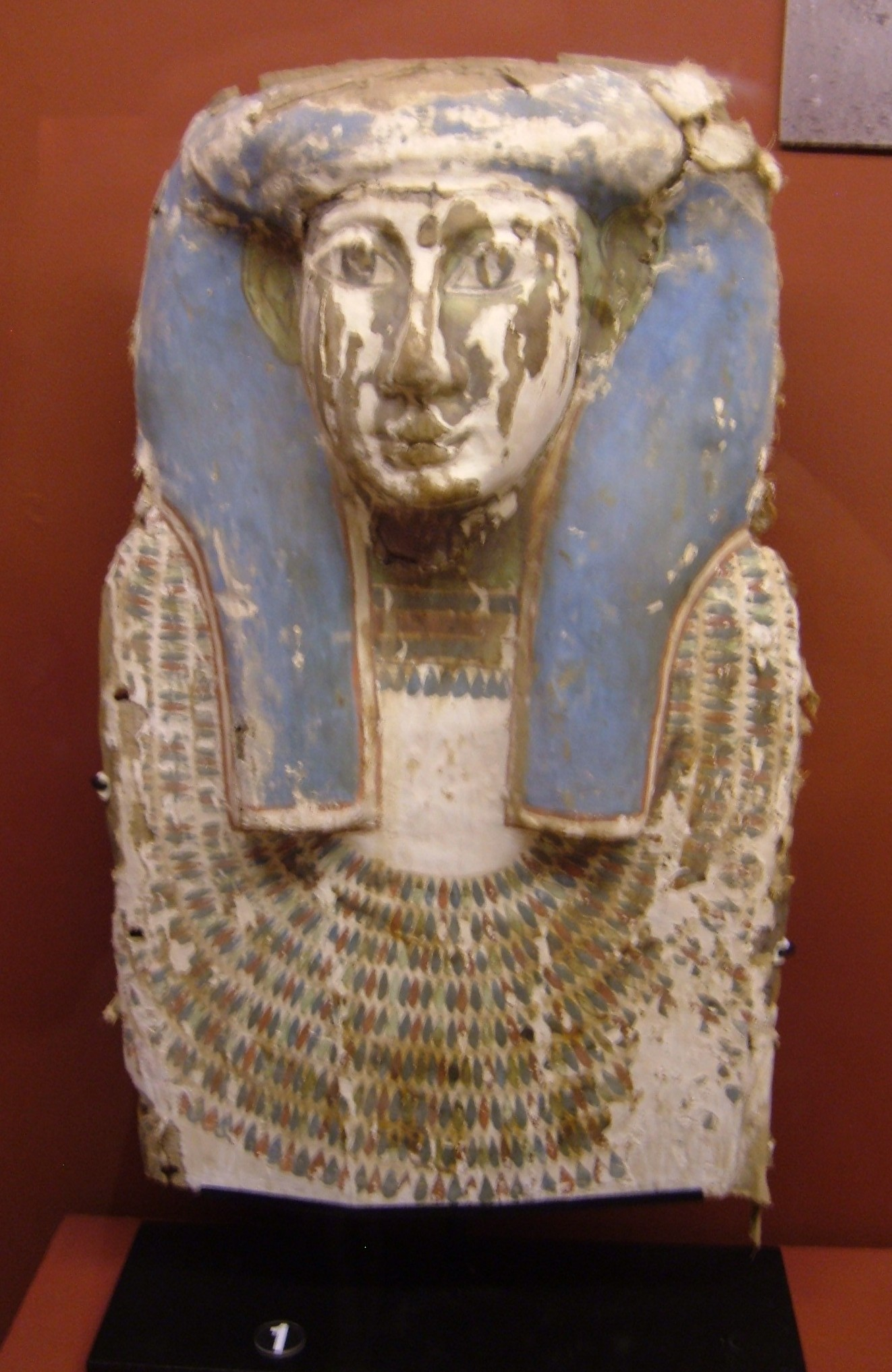
Sarcofago in cartonnage

Con la decadenza della civiltà egizia, l'uso del sarcofago rimane diffuso nelle classi sociali benestanti, ma diventa anche di fattura più grossolana e semplice. Il materiale di base è costituito da papiro e collante ricoperto di stucco bianco, ed è denominato cartonnage. 
Questo stucco era decorato con foglia d'oro e colori vivaci con l'effigie del defunto realizzata in rilievo sullo stucco, oppure dipinta su una tavoletta che era posta all'altezza del volto fissata ai bendaggi, come nei ritratti dell'oasi del Fayyum.

## Paste utilizzate
Uno studio dell'Università di Cambridge sul sarcofago di Papeku ha mostrato l'utilizzo di paste rosa per colmare gli spazi vuoti nel legno, e di paste bianche per decorare la barra più esterna e per sigillare quella intermedie. Il colore delle paste bianche era dovuto alla presenza di gesso, mentre l'ingrediente principale di tutte le paste era la calcite, unitamente a fango, argilla e carbonato di calcio.